# Zeggenzakspin
De zeggenzakspin (Clubiona juvenis) is een spinnensoort uit de familie van de struikzakspinnen (Clubionidae).
Clubiona juvenis werd in 1878 benoemd door Eugène Simon.